# 8737 Takehiro
8737 Takehiro este un asteroid din centura principală, descoperit pe 11 ianuarie 1997, de Takao Kobayashi.